# Виллет-д’Антон
Виллетт-д'Антон (фр. Villette-d'Anthon) — коммуна во Франции, находится в регионе Рона — Альпы. Департамент коммуны — Изер. Входит в состав кантона Пон-де-Шерюй. Округ коммуны — Вьенн.
Код INSEE коммуны — 38557. Население коммуны на 1999 год составляло 3906 человек. Населённый пункт находится на высоте от 179  до 260  метров над уровнем моря. Муниципалитет расположен на расстоянии около 400 км юго-восточнее Парижа, 22 км восточнее Лиона, 85 км северо-западнее Гренобля. Мэр коммуны — M. Daniel Beretta, мандат действует на протяжении 2001—2008 гг.
Динамика населения (INSEE):